# TNT Sports
TNT Sports (anciennement BT Sport) est un bouquet de chaînes sportives de télévision payante fourni par BT Consumer ; une filiale de BT Group au Royaume-Uni et en Irlande qui a été lancée le 1er août 2013. 
Les chaînes sont basées à l'ancien Centre international de diffusion du Queen Elizabeth Olympic Park à Londres. TNT Sport est disponible sur les plates-formes de télévision BT TV, Sky et Virgin Media au Royaume-Uni et Sky, Eir TV et Vodafone TV en république d'Irlande.
TNT Sport détient les droits exclusifs de télévision en direct au Royaume-Uni et en république d'Irlande pour 52 matchs de Premier League par saison, tous les matchs de l'équipe d'Australie de cricket à domicile, la Ligue des champions, la Ligue Europa, l'UFC, la Ligue nationale, la Ligue 1, la Bundesliga, le FA Community Shield, le FA Trophy et l' European Rugby Challenge Cup, la Premiership Rugby Cup, le MotoGP, la FIH Hockey World League et la WWE . Ils sont également les diffuseurs officiel de la Coupe d'Europe de rugby et de la Premiership Rugby . TNT Sport détient également les droits partagés de la FA Cup avec la BBC jusqu'en 2020-2021, la Ligue écossaise de football professionnel avec Sky Sports et BBC Alba . En 2015, BT Sport a lancé sa chaîne vitrine BT sport showcase en SD et en HD en 2017. La chaîne SD a cessé sa diffusion le 9 mai 2017 et la chaîne HD en 2018.

## Historique

### Lancement (2013)
La nouvelle de la première incursion de BT dans la radiodiffusion sportive est survenue pour la première fois le 12 juin 2012 lorsqu'il a été annoncé qu'ils avaient remporté les droits de 38 matchs de Premier League en direct pendant trois saisons à partir de la saison 2013-14, battant le partenaire de diffusion américain ESPN qui avait détenu les droits partagés avec Sky Sport la saison précédente. BT a annoncé en même temps qu'il lancerait sa propre chaîne pour sa nouvelle couverture du football. La nouvelle faisait suite à des spéculations selon lesquelles ESPN reconsidérerait sa position au Royaume-Uni. Les mois suivants ont également vu BT remporter les droits de Premiership Rugby et de sa série 7 associée, ainsi que du football américain, brésilien, français et italien,. Le 25 février 2013, BT a accepté d'acquérir les activités de chaînes de télévision d'ESPN au Royaume-Uni et en Irlande, comprenant ESPN et ESPN America (ESPN Classic n'était pas inclus). BT continuerait de diffuser au moins une chaîne de marque ESPN depuis la date de conclusion de l'accord du 31 juillet, dans le cadre de son offre de services BT Sport. La valeur de la transaction n'a pas été révélée, mais BT était censé payer « de faibles dizaines de millions ».
Le 2 mai 2013, BT Sport 1 et BT Sport 2 ont été ajoutés à l'EPG BT TV, suivis de Sky le lendemain avec un message à l'écran indiquant que la chaîne allait bientôt arriver. Sur Sky, les chaînes ont remplacé les espaces réservés de BT, Sailing 1 et 2. Les flux terrestres appartenant à BT de Sky Sports 1 et 2, qui étaient également utilisés pour Top Up TV, ont été abandonnés le 1er juillet en faveur de BT Sport 1 et 2. Les chaînes ont commencé à diffuser le 1er août 2013, le jour même où ESPN America a cessé d'émettre et ESPN est devenu ESPN from BT Sport qui diffusent la plupart des contenus d'ESPN America. BT a signé un accord de distribution avec Virgin Media le 15 août 2013, apportant les chaînes gratuitement aux clients du bouquet TV XL.
Un service interactif, BT Sport Extra, lancé en septembre 2014, diffusant du contenu supplémentaire à des moments précis. Un flux vidéo était disponible au lancement, qui est passé à sept en août 2015. BT Sport Extra est accessible directement depuis l'EPG sur les boîtiers YouView et depuis le bouton rouge sur Sky et Virgin Media.
Le 9 juin 2015, ESPN frome BT Sport a été rebaptisé BT Sport ESPN.

### Expansion (2015-)
Le 1er août 2015, BT a lancé trois nouvelles chaînes : BT Sport Europe, une chaîne dédiée à sa couverture du football européen et de l'union de rugby, y compris la Ligue des champions, la Ligue Europa et le rugby challenge cup et champions cup ; BT Sport Showcase, une chaîne HD gratuite qui diffuserait un certain nombre d'événements sportifs non cryptées via Freeview, comme la Ligue des champions ; et BT Sport Ultra HD, la première et seule chaîne de télévision 4K du Royaume-Uni qui diffusera un certain nombre d'événements en ultra-haute définition exclusivement sur BT TV. Le 4 août 2016, BT Sport Europe a été renommé BT Sport 3 et BT Sport Ultra HD en BT Sport 4K UHD. Une chaîne similaire à BT Sport Showcase a été mise à disposition sur Virgin Media sous le nom de BT Sport Free.
BT Sport 4K UHD a été renommé BT Sport Ultimate le 2 août 2019.

### BT Sport Box Office
En avril 2018, BT Sport a révélé son intention de lancer une chaîne à la carte pour diffuser la boxe en direct  et en août BT Sport a annoncé que la chaîne serait lancée le 15 septembre.

### Disponibilité
Au Royaume-Uni, BT Sport est disponible en définition standard avec tous les forfaits BT TV pour les clients BT Broadband, la programmation est également disponible en UHD appelée BT Sport Ultimate pour les clients BT Infinity moyennant des frais supplémentaires.
Sur Sky et Plusnet TV, BT Sport 1 est actuellement offert gratuitement aux abonnés haut débit sous le nom de «BT Sport Lite», quel que soit leur abonnement. Les clients qui souhaitent voir les chaînes restantes peuvent s'abonner au «BT Sport Pack» en définition standard ou haute définition. BT fournit également aux abonnés haut débit un accès aux chaînes via le lecteur en ligne et l'application mobile BT Sport. Les abonnés BT Sport pack reçoivent également BoxNation en définition standard uniquement et les clients Sky UK ont également un accès exclusif à AMC from BT dans la définition correspondante.
Les clients de Virgin Media reçoivent BT Sport 1, 2, 3 et ESPN en HD et BT Sport Ultimate dans le cadre de leur forfait Full House, cependant, ils ne reçoivent pas BoxNation ou AMC from BT.
Les clients TalkTalk TV doivent s'abonner au BT Sport Pack afin de recevoir l'ensemble des chaînes.
En république d'Irlande, les chaînes BT Sport (sauf Ultimate) sont regroupées avec des abonnements Eir Sport sur toutes les plateformes, dans le cadre d'un accord conclu par BT,. L'accord signifie que BT Sport 1, 2, 3, ESPN et BoxNation font partie de l'Eir Sport Pack dans la République, avec Eir Sport 1 et Eir Sport 2 .
De plus, les clients Freeview HD ont reçu BT Sport Showcase et les clients Virgin Media ont reçu BT Sport Free. Ces chaînes ont cessée d'émettre le 30 juin 2018.
Le 4 décembre 2018, les versions SD de BT Sport et BT Sport ESPN ont cessé de d'émettrer sur Virgin Media.

## Programmation
Les plans pour le lancement des chaînes ont vu le jour lorsqu'il a été annoncé en juin 2012 que les droits de diffusion de la Premier League de la saison 2013-2014 à 2015-2016 avaient été attribués à BT et Sky, surenchérissant sur le diffuseur existant ESPN pour les droits. BT a diffusé 38 matchs en direct de la Premier League chaque saison, dont 18 matchs de premier choix, de la saison 2013/14 à la fin de la saison 2015/16.
En octobre 2012, BT a annoncé qu'il avait également conclu des accords pour diffuser la Serie A, la Ligue 1, le Brasileirão et la Major League Soccer, qui étaient tous auparavant diffusés sur ESPN, ainsi que Premiership Rugby.
En janvier 2013, BT a annoncé qu'elle diffuserait également les matchs du WTA  avec 21 tournois.
Le 25 février 2013, BT a annoncé avoir acquis les chaînes britanniques d' ESPN et leurs droits de diffusion sportive, y compris les droits de la FA Cup, de la Ligue Europa, de la Premier League écossaise, de la Bundesliga et de NASCAR . Cela a conduit à la fermeture d' ESPN Classic et d' ESPN America au profit des chaînes BT Sport.
Le 7 mai 2013, BT Sport a acquis les droits de diffusion des événements Ultimate Fighting Championship et de la programmation enregistrée au Royaume-Uni et en Irlande pendant trois ans, à compter du 1er août. Deux jours plus tard, il a été annoncé que BT Sport avait acquis un contrat exclusif de cinq ans pour diffuser les courses MotoGP de la saison 2014, y compris les essais libres et les qualifications ainsi qu'une couverture complète de Moto2 et Moto3. BT Sport diffuse également la FA WSL, la A-League et la programmation de Red Bull Media House.
Le 9 mai 2013, BT a annoncé avoir acquis les droits exclusifs de télévision britannique sur le MotoGP avec les championnats Moto2 et Moto3.
Plus tard en mai, BT Sport a acquis les droits de la Football Conference pendant deux ans avec 25 à 30 matchs en direct par saison, y compris les barrages de fin de saison.
Le 9 novembre 2013, BT a annoncé un accord à 897 millions £ avec l'UEFA pour diffuser la Ligue des champions et la Ligue Europa exclusivement sur BT Sport à partir de la saison 2015-16 pendant trois ans. L'accord mettra fin à deux décennies de diffusion gratuite de la compétition sur ITV, bien que BT ait déclaré que les finales des deux compétitions et au moins un match par saison impliquant chaque équipe britannique participante seraient toujours diffusées en clair.
En janvier 2014, il a été rapporté que BT Sport avait acquis les droits de diffusion du championnat du monde des rallyes pour la saison 2014,. 